# Søren Larsen
Søren Larsen, född 6 september 1981 i Køge i Danmark, är en dansk före detta fotbollsspelare.
Larsen är en snabb och till växten lång anfallare. I ett tremannaanfall spelar han oftast centralt. Landslagskarriären tog fart efter framgångarna under våren 2005 i svenska laget Djurgårdens IF. Tidigare i karriären hade han spelat i Køge och därefter i danska storklubben Brøndby, men klubben valde att inte satsa på honom vilket ledde till utlåning till Frem där han fick mer speltid och gjorde fler mål. Sommaren 2004 stod valet mellan att kriga om en plats i Brøndby, bli utlånad igen till en annan klubb eller säljas. Svenska Djurgårdens IF köpte loss honom från kontraktet med Brøndby IF för att ha en ersättare till Geert den Ouden som lämnade klubben.
Larsens start i DIF var lovande, med speltid i träningsmatcher och inhopp i slutet av bortamatchen mot Juventus FC i Champions League-kvalet. Men hela hösten 2004 gick åt skogen efter mystiska skadebekymmer, som ledde till en operation som lyckligtvis rådde bot på detta. Larsen missade Royal League 2004/05 på grund av skadan, operationen och rehabiliteringen, men blev i bra form till slutet av försäsongen. Första halvan av  säsongen 2005 i allsvenskan blev ett målkalas för dansken. Han ledde allsvenskans skytteliga med 10 mål under sommaren. Detta, och framgångarna i danska landslaget, fick den tyska storklubben Schalke 04 att köpa loss honom från kontraktet med Djurgårdens IF för 22 miljoner kronor.
Första säsongen med Schalke 04 blev en succé där han vann den interna skytteligan och gjorde mål mot bland annat AC Milan i Champions League-gruppspelet. Laget slutade trea i gruppspelet och fick därmed fortsätta europaäventyret men i Uefacupen där man nådde semifinal. Trots viktiga mål i landslaget från Larsen, som exempelvis kvitteringen mot Turkiet, lyckades inte det danska landslaget att ta sig till fotbolls-VM sommaren 2006 i Tyskland.
Säsongerna 2006/07 och 2007/08 blev inte alls lika framgångsrika i Schalke 04. Inga ligamål, men säsongen 07/08 gick det riktigt bra för laget i Champions League där det blev en resa ända fram till kvartsfinalen där FC Barcelona var för svåra. Larsen och hans danska landslag lyckades inte heller denna gången ta sig till ett nytt mästerskap (fotbolls-EM sommaren 2008 i Österrike och Schweiz).
Efter tre säsonger i Schalke 04 tog Larsen den 18 juli 2008 över tröja 9 i Toulouse FC från Johan Elmander som någon vecka tidigare sålts till engelska Bolton Wanderers. Han debuterade i franska ligan den 10 augusti 2008 i första omgången borta mot Lyon med ett inhopp i 85:e minuten vid ett 0–3-underläge, vilket matchen slutade med.
Vid sista dagen för det europeiska transferfönstret 2009 blev det klart att MSV Duisburg i den tyska andradivisionen lånar Larsen från Toulouse. Trots sin nya - på papperet betydligt sämre - adress och dåligt med speltid i tyska andradivisionen blev Larsen ändå inkallad till den danska landslagstruppen i VM-kvalet mot Sverige i oktober 2009 (källa).
I maj 2010 blev Larsen uttagen som en av de 30 spelare som är aktuella för den 23-mannatrupp till fotbolls-VM som Danmark ska anmäla till FIFA senast den 1 juni . Den 28 maj 2010 stod det klart att Larsen blev en av de 23 spelarna i den slutliga truppen .
Efter utlåningsperioden till MSV Duisburg i tyska andradivisionen säsongen 2009–2010 blev det åter igen utlåning men denna gången till Feyenoord i holländska högstadivisionen. Efter utlåningen till Feyenoord gick Larsen och Toulouse skilda vägar strax innan mitten av juli 2011, genom att riva kontraktet som det återstod två år på. Någon dag senare i mitten av juli 2011 skrev Larsen på för 3 säsonger (2011–12, 2012–13 och 2013–14) med den danska klubben AGF Århus .

## Meriter
- Mästerskap: Fotbolls-VM 2010
- Danska A-landslaget: 17 matcher / 11 mål (varav fyra landskamper med två mål per match)
- Champions League-gruppspel hösten 2005 med Schalke 04
- Semifinal i Uefacupen 2005/06 med Schalke 04
- Kvartsfinal i Champions League 2007/08 med Schalke 04
- Ligamästare i Sverige 2005 med Djurgårdens IF
- Svenska cupen 2004 (0 matcher) och 2005 (2 matcher och 3 mål) med Djurgårdens IF

## Seriematcher och mål
- 2013-14: 17 / 6
- 2012-13: 16 / 2
- 2011–12: 28 / 8 (AGF Århus), efter omgång 18 [4]
- 2010-11: 6 / 0 (i Feyenoord)
- 2010–11: 2 / 0 (i Toulouse)
- 2009–10: 10 / 5 (i Duisburg)
- 2008–09: 7 / 0 (i Toulouse)
- 2007–08: 10 / 0
- 2006–07: 11 / 0
- 2005–06: 30 / 10 (i Schalke 04)
- 2005 (v): 12 / 10
- 2004 (h): 1 / 0 (i Djurgården)
- 2003–04: 31 / 11
- 2002–03: 8 / 2 (i Frem) [4]
- 2001–02: 1 / 0 (i Bröndby) [4]

## A-landskamper och mål
- 2010: 3 / 0
- 2009: 5 / 3
- 2008: 2 / 2
- 2007: 1 / 0
- 2006: 2 / 0
- 2005: 7 / 6